# Óčko
Óčko es un canal de televisión privado checo de temática musical, perteneciente a MAFRA.

## Historia
El canal inició emisiones el 1 de octubre de 2002, siendo el primer canal temático musical de Chequia, distribuyéndose por las principales plataformas de cable y satélite checas. También está disponible para Eslovaquia, en plataformas de cable y satélite.
Desde el 25 de junio de 2012, el canal emite en televisión digital terrestre y en octubre de 2012 Óčko adoptó su actual imagen corporativa con motivo del décimo aniversario del canal.
Desde 2019 Óčko emite en HD.

## Programación
La programación de Óčko se compone de vídeos musicales, grabaciones de conciertos y listas de éxitos. Óčko también emite anualmente los Premios de Música Óčko, en el que los espectadores envían SMS para votar en diferentes categorías, divididas en checa e internacional. Las categorías incluyen mejor cantante masculino/femenina, mejor banda, mejor hip-hop, mejor rock, mejor vídeo musical, mejor hard&heavy, mejor R&B, mejor pop y mejor artista revelación. La mayoría de la audiencia son adolescentes y personas de entre 12 y 35 años. 
- Óčko Chart
- TOP 10
- Hitrádio Desítka
- Óčko Black List
- Óčko Black Spotify Czech List
- YouTube Chart
- CZ & SK
- Party Ride
- Novinky
- Best of...
- Simply the Best
- Zpátečka

## Canales hermanos
Óčko también cuenta con tres canales temáticos:
- Óčko Star: emite desde 2013. Su programación se centra en éxitos de los 80 hasta hoy.
- Óčko Expres: emite desde 2013. Su programación se centra en la música moderna.
- Óčko Black: emite desde 2019. Su programación se centra en géneros como el hip-hop, soul o rock and roll.